# 루인즈 (밴드)

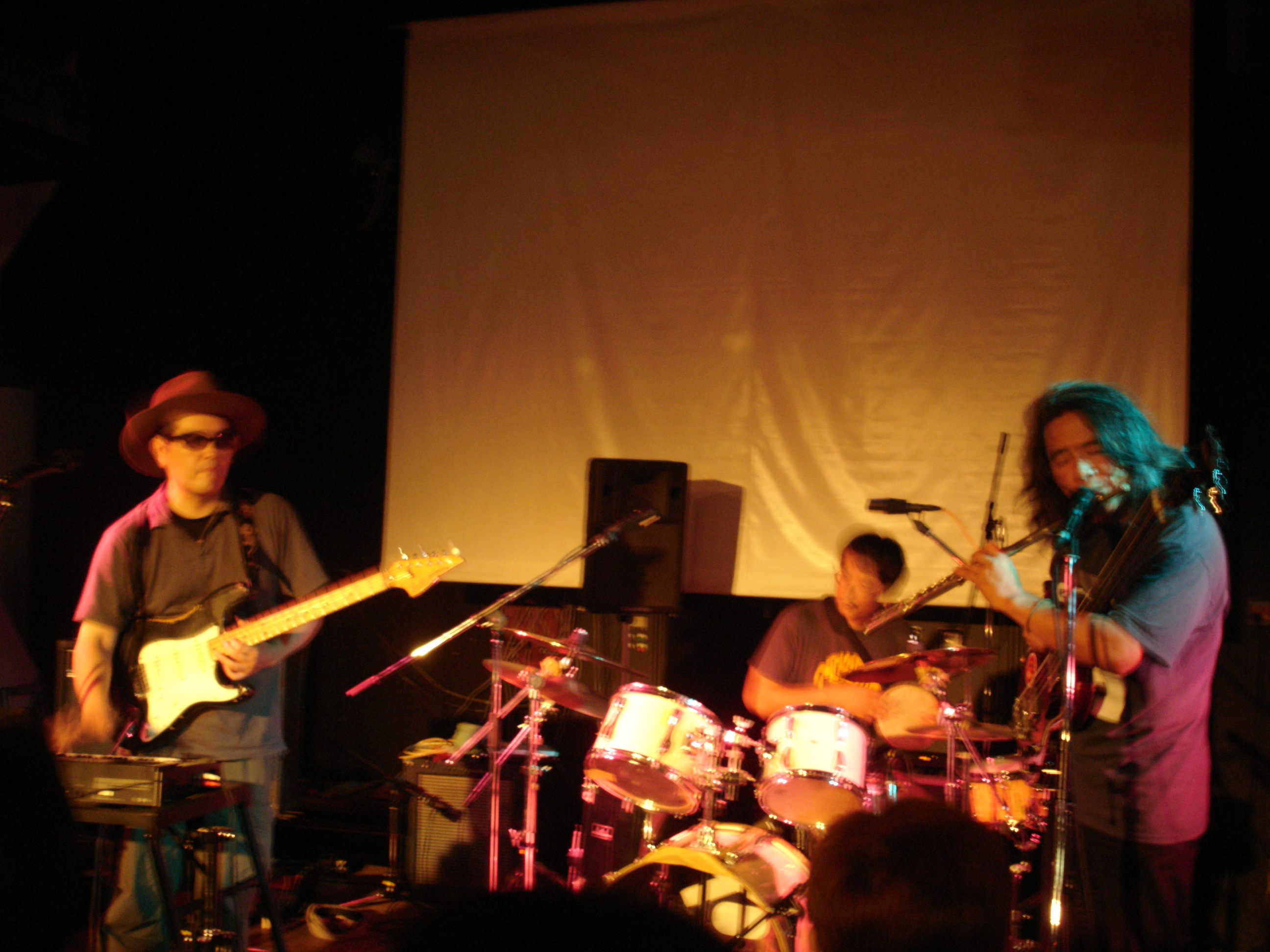

루인즈(ルインズ, Ruins)는 1985년에 결성된 일본의 프로그레시브 록 밴드이다. 독특한 사운드로 일본 내 뿐만 아니라 세계적으로 알려져있다.

## 개요
1985년, 드러머 요시다 타츠야가 결성했다. 원래 기타를 포함한 트리오를 생각했으나 첫 리허설에 기타리스트가 오지 않아 그냥 베이스와 드럼만의 듀오 편성이 되었다고 한다. 기타가 없는 드럼과 베이스만의 편성은 록계에서 매우 드물다.
이후 드럼은 변함없이 요시다가 하고있지만 베이스는 몇차례 변경되었다. 베이스 주자가 없을 때 혼자서 루인즈 얼로운이라는 이름으로 공연을 하기도 했으며 그중에는 "BASSIST WANTED TOUR"도 있었다.
1990년대 초반 보어덤스와 동시에 미국에서 연주한 이후 다수의 해외투어를 지속하고 있다. 존 존의 레이블 차딕에서 앨범을 발매하기도 했다.
베이스를 카와모토 히데키(河本英樹)가 담당하던 초기는 펑크 록, 하드코어에 가까운 소리를 냈지만 이후 작품은 테크니컬하고 복잡하게 바뀌었으며, 현재는 프로그레시브 록, 현대 음악, 하드 코어, 즉흥음악 등이 뒤섞여있다.
마그마의 영향을 받아 음악적으로도 리듬파트가 강한 재즈록 색채가 짙으며 직접 만든 언어로 노래한다.
밴드 이름은 폐허라는 뜻으로 거기에 걸맞는 석불, 마애불, 유적등 돌을 주제로 한 사진을 주로 자켓에 사용중이다. 이런 쪽의 사진을 찍는 것이 리더 요시다의 취미 중 하나.
여러 뮤지션과 협연을 했다. 루인즈하토바(Ruinzhatova)는 오모이데하토바(想い出波止場)와의 밴드로 실험적이면서 프로그레시브 록의 고전을 패로디한다. 데렉 앤 더 루인즈(Derek And The Ruins)는 데렉 베일리와의 협연. 론루인즈(RonRuins)는 론 앤더슨과의 협연. 니드(Knead)는 하이노 케이지(灰野敬二)와의 협연. 색스 루인즈(Sax Ruins)는 오노 료코(小埜涼子)와의 협연이다. 그 외에도 부지기수.

## 음반 목록
루인즈 1기 (with 河本英樹 of YBO2)
- RUINS (EP) 1986 trans records TRANS-11/
- RUINS 2 (12inch) 1987 trans records TRANS-22/
  - 2 &19 NUMBERS (CD) 1993 SSE SSE8010CD/
  - FIRST GIG (CT) 1987 magaibutsu/

루인즈 2기 (with 記本一儀)
- - KANSAI TOUR (video) 1988 magaibutsu/
- RUINS 3 (aka Infect) (LP) 1988
- STONEHENGE (LP/CD/CT) 1990 simmy 37(US)magaibutsu MGC-01/
  - RUINS Best 1986 - 1992 (CT 1991 / CD 2001)
  - TIEN`A'MENT LIVE SERIES 01 (CT) 1991 ITALY/
  - EARLY WORKS (CD) 1991 bloody butterfly/

루인즈 3기 (with 増田隆一)
- BURNING STONE (LP/CD/CT) 1992 simmy simmy 57(US)/
  - RUINS (EP) 1992 public bath PB-14/
  - 0'33inch (EP) 1993 H.G.fact HG-003/
  - LIVE IN WEST COAST (video) 1993 magaibutsu MGV-03/
- GRAVIYAUNOSCH (CD) 1993 NG NG-D03/
  - RUINS/DAWSON (splid EP) 1993 H.G.fact HG-009/
  - RUINS (CT) 1994 E.M.N. FSF-001/
  - RUINS/SCHLONG (split EP) 1994 H.G.fact HG-018/
- (Ruinzhatova) Ruins-Hatoba 1994
- (+우메즈 카즈토키) RUINS+UMEZU KAZUTOKI (CT) 1994 F.M.N./
- HYDEROMASTGRONINGEM (CD) 1995 TZADIK 7202(US)/
- (Derek And The Ruins) SAISORO (CD) 1995 TZADIK 7205(US)/
- (Jason Willett And Ruins) JASON WILLET&RUINS (CD) 1995 megaphone(US)/

루인즈 4기 (with 佐々木恒)
- - REFUSAL FOSSIL Live (CD) 1997 skin graft GR45CD/
- (Derek And The Ruins) TOHJINBO (CD) 1998 PARATACTILE PLE1101-2/
  - IMPROVISATIONS (CD-R) 1997 magsibutsu MGR-04/
- VRRESTO (CD) 1998 magaibutsu MGC-14/
  - RUINS VRRESTO REMIX (CD) SKINGRAFT GR76CD/
- SYMPHONICA (CD) 1998 TZADIK TZ7215/ (with 小口健一/KENSO)
- (RonRuins) ketsunoana (CD) 1998 PandemoniumRdz. PANO26/
- (RonRuins) BIG SHOES (CD) 2001 magibutsu MGC-20/
- PALLASCHTOM (CD) 2000 magaibutsu MGC-17/
  - LIVE MANDALA (CD) 2000 TZADIK TZ-7234/
- (Ruins + 우치하시 카즈히사) RUINS & UCHIHASHI Kazuhisa (CD) 2002 F.M.N. FMC-028/
- TZOMBORGHA (CD) 2002 magaibutsu MGC-22/
  - Live In Guangzhou (CD) 2002 NOISE ASIA NAIM13/
  - sampling C KAERUCAFE Material Collection/STONEHENGE3 (CD) KAERU cafe KACA0120/
- (Knead) Knead 2002 (루인즈 + 하이노 케이지)
  - (Knead) This Melting Happiness 2003
- (Ruinzhatova) Close the the RH 嬉嬉  2003
  - (Ruinzhatova) Neonlight / Big City Brights Night With A Vacant Look. 2004
  - (Ruinzhatova) Liveinsomewhere 2006

루인즈 5기 (no bass)
- (Ruins Alone) Ruins Alone 2011
- (Sax Ruins) Yawiquo 2009
- (Sax Ruins) Blimmguass 2013